# Velika bengalska glad 1770.
Velika bengalska glad 1770 (beng. ৭৬-এর মন্বন্তর Chiẏāttôrer mônnôntôr) bila je glad između 1769 i 1773 (1176 do 1180 u Bengalskom kalendaru) koja je zahvatila donju Ganšku ravnicu Britanske Indije od Biharaa do regije Bengal. Procenjuje se da je glad izazvala smrt oko 10 miliona ljudi, a izveštaj Vorena Hejstingsa iz 1772. procenjuje da je trećina stanovništva u pogođenom regionu umrla od gladi. Rajat Data procenjuje mnogo niži revidirani broj, u rasponu od oko 2 miliona mrtvih u roku od 6-7 meseci.
Smatralo se da su neuspeh useva u jesen 1768. i leto 1769. i prateća epidemija malih boginja očiti razlozi gladi. Istočnoindijska kompanija je povećala naplatu poreza zbog nedostatka obučenih administratora, a preovlađujuća neizvesnost je možda pogoršala uticaj gladi. Drugi faktori koji su doprineli pritisku bili su: trgovci žitom su prestali da nude avanse za žito seljacima, ali je tržišni mehanizam za izvoz trgovačkog žita u druge regione ostao na snazi; Istočnoindijska kompanija je kupila veliki deo pirinča za svoju vojsku; a privatni službenici kompanije i njihovi indijski Gomasti stvorili su lokalne monopole žitarica. Do kraja 1769. cene pirinča su porasle dva puta, a 1770. su porasle još tri puta. U Biharu, neprekidan prolazak armija u ionako sušnom području pogoršalo je uslove. Istočnoindijska kompanija je pružila malo mera ublažavanja kroz direktne napore za pružanje pomoći; niti je smanjila poreze, iako su njene mogućnosti da to uradi možda bile ograničene.
Ova glad je jedna od mnogih gladi i epidemija izazvanih glađu koje su opustošile Indijski potkontinent tokom 18. i 19. veka. Ona se obično pripisuje kombinaciji vremena i politici Britanske istočnoindijske kompanije. Početak gladi pripisuje se preslabom monsunu iz 1769. godine koji je prouzrokovao široku sušu i dve uzastopne neuspela useva pirinča. Ratna razaranja i eksploatacione politike maksimizacije poreskih prihoda grabljive Britanske istočnoindijske kompanije nakon 1765. godine osakatili su ekonomske resurse ruralnog stanovništva.
Indijski ekonomista, dobitnik Nobelove nagrade, Amartija Sen, to opisuje kao glad koju je stvorio čovek, napominjući da se u Bengalu u tom veku nije dogodila prethodna glad, i taj je region pod muslimanskom vlašću bio je jedna od glavnih svetskih ekonomskih sila i bio je nadomak protoindustrijalizacije. Istoričar Vilijam Dalrimpl je smatrao da su deindustrijalizacija Bengala i britanska politika bili razlozi za masovnu glad i široko raširena zverstva.

## Literatura
- Bowen, H.V (2002), Revenue and Reform: The Indian Problem in British Politics 1757–1773, Cambridge University Press, ISBN 978-0-521-89081-6
- Heaven, Will (28. 7. 2010). „The history of British India will serve David Cameron well – as long as he doesn't go on about it”. The Telegraph. London. Архивирано из оригинала 26. 10. 2011. г. Приступљено 15. 10. 2010.
- Brooks Adams, The Laws of Civilizations and Decay. An Essays on History, New York, 1898
- Kumkum Chatterjee, Merchants, Politics and Society in Early Modern India: Bihar: 1733–1820, Brill, 1996,  90-04-10303-1
- Sushil Chaudhury, From Prosperity to Decline: Eighteenth Century Bengal, Manohar Publishers and Distributors, 1999,  978-81-7304-297-3
- Romesh Chunder Dutt, The Economic History of India under early British Rule, Routledge, 2001,  0-415-24493-5
- John R. McLane, Land and Local Kingship in 18th century Bengal, Cambridge University Press,  0-521-52654-X
- Bhattacharya, S.; Chaudhuri, B. (1983), „Regional Economy (1757–1857): Eastern India”,  Ур.: Dharma Kumar, The Cambridge Economic History of India: Volume 2, C.1757-c.1970, Cambridge University Press, стр. 270—331, ISBN 978-0-521-22802-2, doi:10.1017/CHOL9780521228022.008
- Brown, Judith Margaret (1994), Modern India: the origins of an Asian democracy, Oxford University Press, ISBN 978-0-19-873112-2
- Hunter, William Wilson (1871). The Annals of Rural Bengal (Fourth изд.). London: Smith, Elder, and Co.
- Metcalf, Barbara Daly; Metcalf, Thomas R. (2006), A concise history of modern India, Cambridge University Press, ISBN 978-0-521-86362-9
- Peers, Douglas M. (2006), India under colonial rule: 1700–1885, Pearson Education, ISBN 978-0-582-31738-3
- Visaria, Leela; Visaria, Praveen (1983), „Population (1757–1947)”,  Ур.: Dharma Kumar, The Cambridge Economic History of India: Volume 2, C.1757-c.1970, Cambridge University Press, стр. 463—522, ISBN 978-0-521-22802-2
- Damodaran, Vinita (2015),  Damodaran, Vinita; Winterbottom, Anna; Lester, Alan, ур., „The East India Company, Famine and Ecological Conditions in Eighteenth-Century Bengal”, The East India Company and the Natural World, Palgrave Studies in World Environmental History (на језику: енглески), London: Palgrave Macmillan UK, стр. 80—101, ISBN 978-1-137-42727-4, doi:10.1057/9781137427274_5, Приступљено 2021-07-30
- Dyson, Tim (2018-09-27). „Mughal Decline to Early British Rule”. A Population History of India: From the First Modern People to the Present Day (на језику: енглески). Oxford University Press. ISBN 978-0-19-882905-8. doi:10.1093/oso/9780198829058.003.0005.
- Johns, Alessa (1999). „Hunger in the Garden of Plenty: The Bengal Famine of 1770”. Dreadful Visitations: Confronting Natural Catastrophe in the Age of Enlightenment (на језику: енглески). Routledge. ISBN 9781136683893. doi:10.4324/9781315022789. Архивирано из оригинала 19. 07. 2021. г. Приступљено 06. 07. 2023.
- Khan, Abdul Majed (1969). The Transition in Bengal, 1756–75: A Study of Saiyid Muhammad Reza Khan. Cambridge South Asian Studies. Cambridge: Cambridge University Press. ISBN 978-0-521-04982-5.
- Dutta, Rajat (2019). „Subsistence crises and economic history : A study of eighteenth-century Bengal”. A Cultural History of Famine: Food Security and the Environment in India and Britain (на језику: енглески). Routledge. ISBN 978-1-315-31652-9. S2CID 159367089. doi:10.4324/9781315316529-3.
- Roy, Tirthankar (10. 9. 2021), An Economic History of India 1707–1857, Routledge, ISBN 978-1-00-043607-5